# Hyphalaster
Hyphalaster is een geslacht van kamsterren uit de familie Porcellanasteridae.

## Soorten
- Hyphalaster hyalinus Sladen, 1883
- Hyphalaster inermis Sladen, 1883
- Hyphalaster scotiae Koehler, 1907